# Condado de Barrhead n.º 11
El condado de Barrhead n.º 11 es un distrito municipal canadiense situado en la provincia de Alberta.

## Superficie
Barrhead n.º 11 tiene una superficie de 2385,28 km².

## Demografía
En 2021, tenía 5877 habitantes, una densidad poblacional de 2,5 hab./km², y 2677 viviendas.